# 露橋
露橋（つゆはし）は、愛知県名古屋市中川区にある町名。現行行政地名は露橋一丁目及び露橋二丁目と露橋町。住居表示は露橋一丁目及び露橋二丁目が実施済み、露橋町が未実施。

## 地理
名古屋市中川区の東部に位置し、露橋の東に山王と尾頭橋、西に石場町、露橋の西と露橋町の南に前並町、露橋町の西に広川町、露橋の西と露橋町の北に横堀町、露橋の南に荒江町と五女子、露橋の北に柳堀町（中川運河を挟んで）と接する。

## 世帯数と人口
2019年（平成31年）1月1日現在の世帯数と人口は以下の通りである。
| 町丁・丁目 | 世帯数    | 人口    |
| ---------- | --------- | ------- |
| 露橋町     | 207世帯   | 403人   |
| 露橋一丁目 | 426世帯   | 782人   |
| 露橋二丁目 | 763世帯   | 1,372人 |
| 計         | 1,396世帯 | 2,557人 |

### 人口の変遷
国勢調査による人口の推移

#### 露橋町
| 1995年（平成7年）  | 408人 | [ WEB 6 ]  |  |
| 2000年（平成12年） | 489人 | [ WEB 7 ]  |  |
| 2005年（平成17年） | 463人 | [ WEB 8 ]  |  |
| 2010年（平成22年） | 423人 | [ WEB 9 ]  |  |
| 2015年（平成27年） | 402人 | [ WEB 10 ] |  |

#### 露橋
| 1995年（平成7年）  | 2,703人 | [ WEB 6 ]  |  |
| 2000年（平成12年） | 2,651人 | [ WEB 7 ]  |  |
| 2005年（平成17年） | 2,500人 | [ WEB 8 ]  |  |
| 2010年（平成22年） | 2,419人 | [ WEB 9 ]  |  |
| 2015年（平成27年） | 2,309人 | [ WEB 10 ] |  |

## 学区
市立小・中学校に通う場合、学校等は以下の通りとなる。また、公立高等学校に通う場合の学区は以下の通りとなる。
| 町丁・丁目 | 番・番地等 | 小学校               | 中学校               | 高等学校 |
| ---------- | ---------- | -------------------- | -------------------- | -------- |
| 露橋町     | 全域       | 名古屋市立露橋小学校 | 名古屋市立山王中学校 | 尾張学区 |
| 露橋一丁目 | 全域       | 名古屋市立露橋小学校 | 名古屋市立山王中学校 | 尾張学区 |
| 露橋二丁目 | 全域       | 名古屋市立露橋小学校 | 名古屋市立山王中学校 | 尾張学区 |

## 歴史

### 町名の由来
橋の袂にツユクサが咲いていたことに由来するという説がある。露橋一丁目および露橋二丁目については、小学校名に由来するという。

### 沿革
- 1889年（明治22年）10月1日 - 愛知郡露橋村が合併に伴い、同郡笈瀬村大字露橋となる[2]。
- 1904年（明治37年）12月20日 - 町制施行に伴い、愛知郡愛知町大字露橋となる[2]。
- 1921年（大正10年）8月22日 - 合併に伴い、名古屋市中区露橋町となる[2]。
- 1928年（昭和3年）3月15日 - 南区八熊町の一部を編入する[2]。
- 1933年（昭和8年）4月10日 - 一部が中区明石通に編入される[3]。
- 1937年（昭和12年）10月1日 - 中村区編入に伴い、同区露橋町となる[2]。
- 1944年（昭和19年）2月11日 - 中川区編入に伴い、同区露橋町となる[2]。
- 1981年（昭和56年）9月6日 - 中川区西宮町の全域および向町・八島町・横堀町の各一部により露橋一丁目が、石場町・向町・八熊町・八島町・八幡本通の各一部により露橋二丁目がそれぞれ成立する[2]。

## 交通
- 愛知県道115号津島七宝名古屋線（佐屋街道）

## 施設

### 露橋一丁目
- 名古屋市立露橋小学校
- 法泉寺

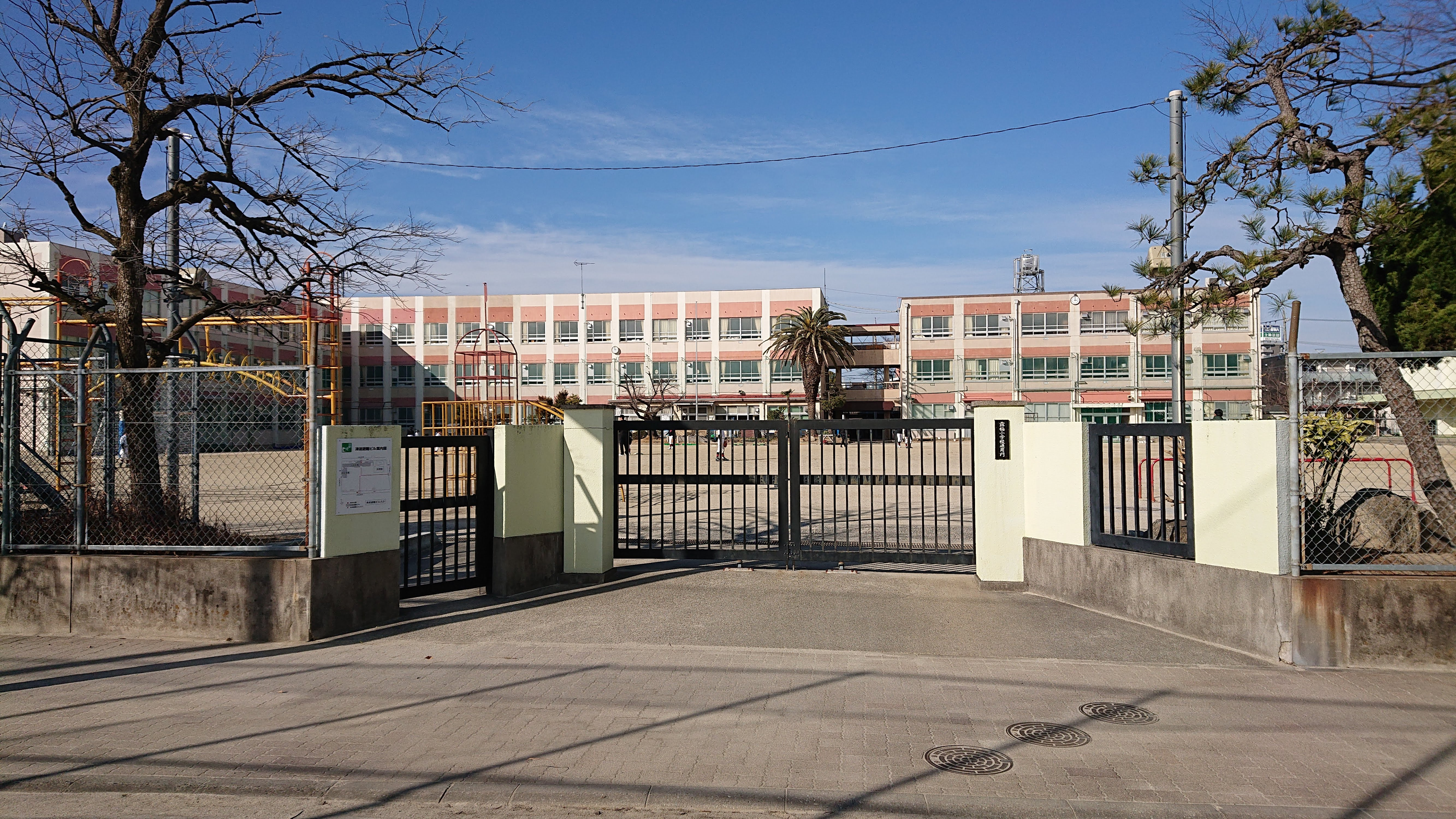
名古屋市立露橋小学校（2019年2月）

### 露橋二丁目

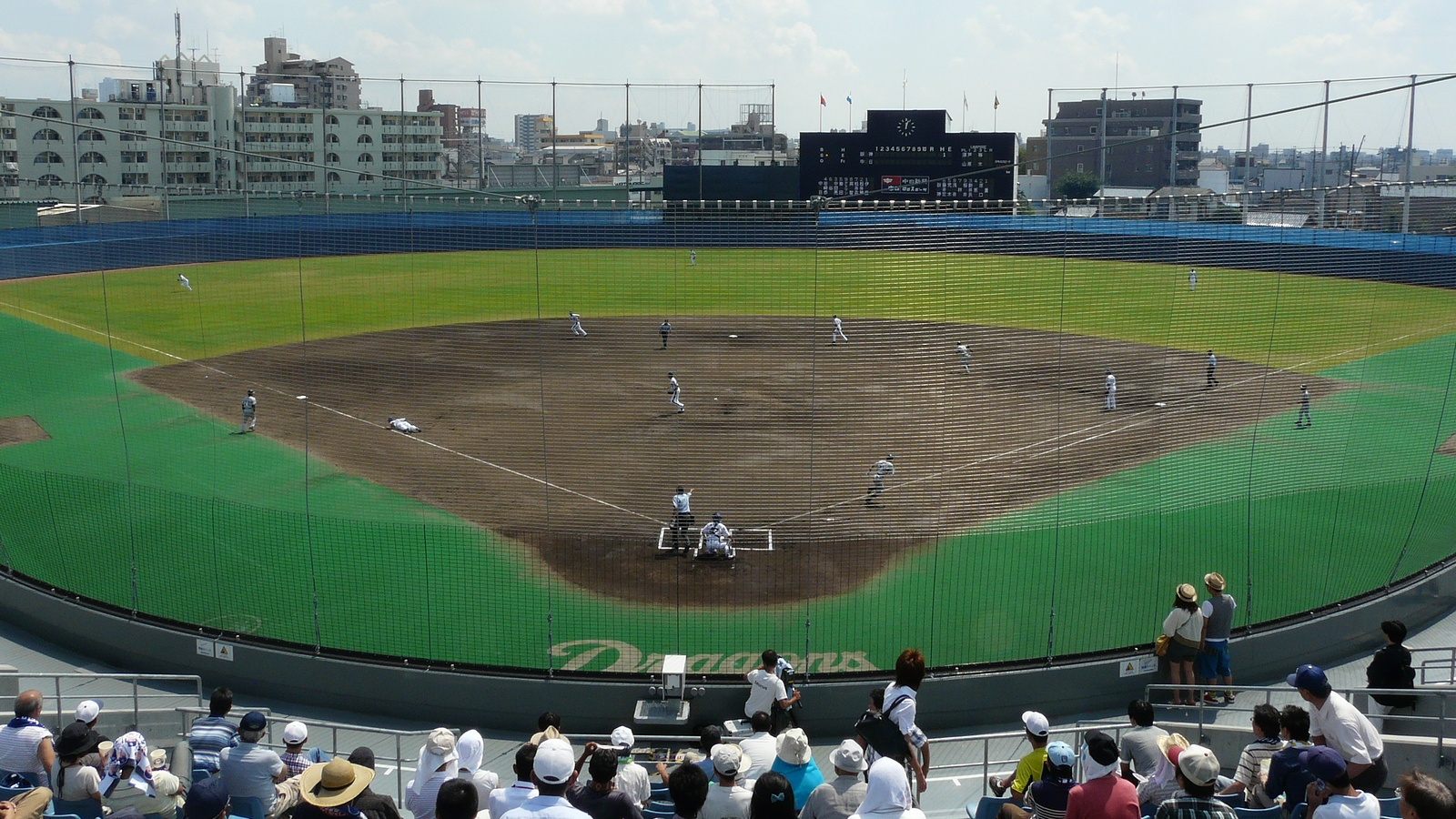
ナゴヤ球場
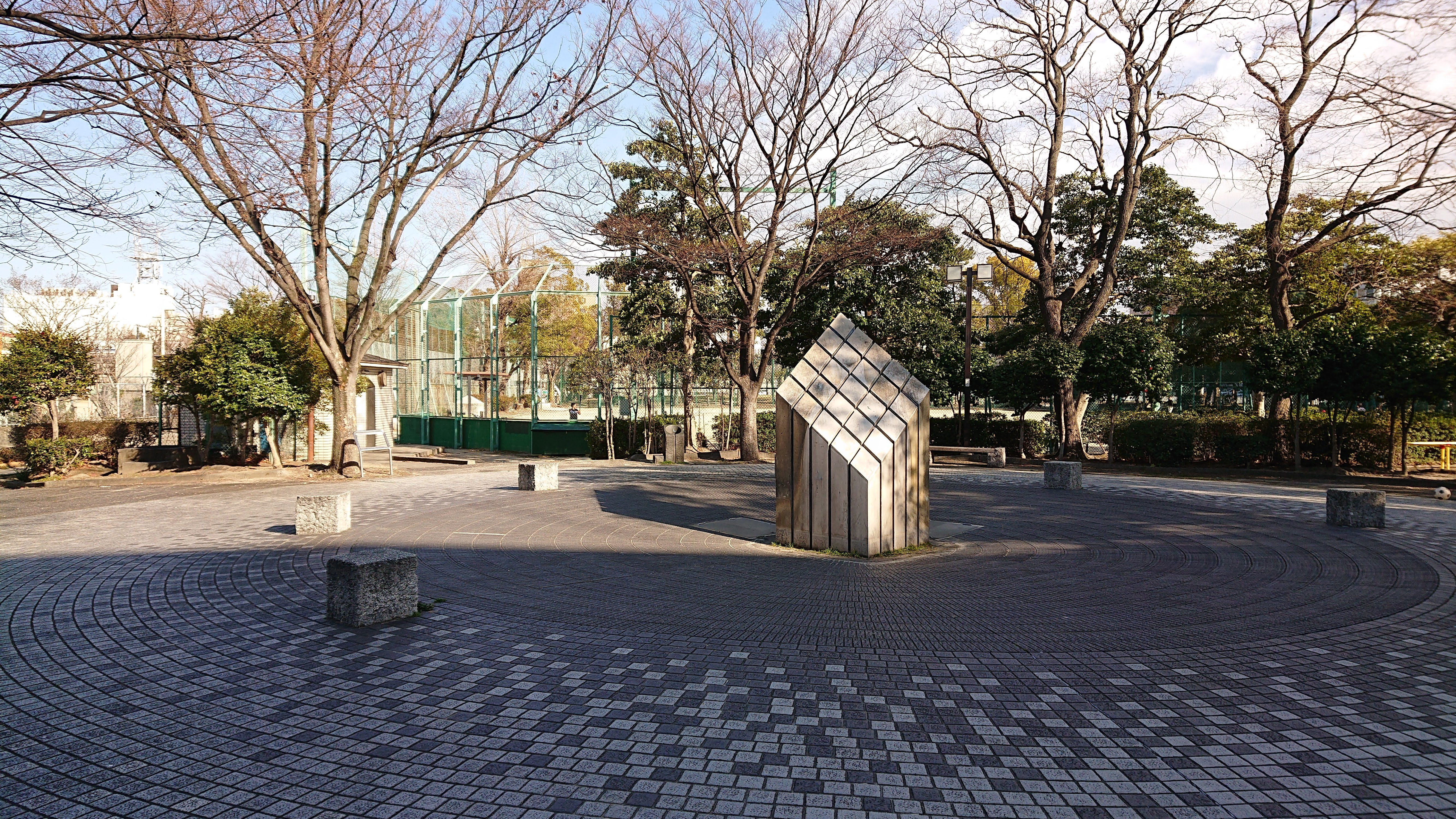
露橋公園（2019年2月）

- 名古屋市露橋スポーツセンター
- 露橋公園
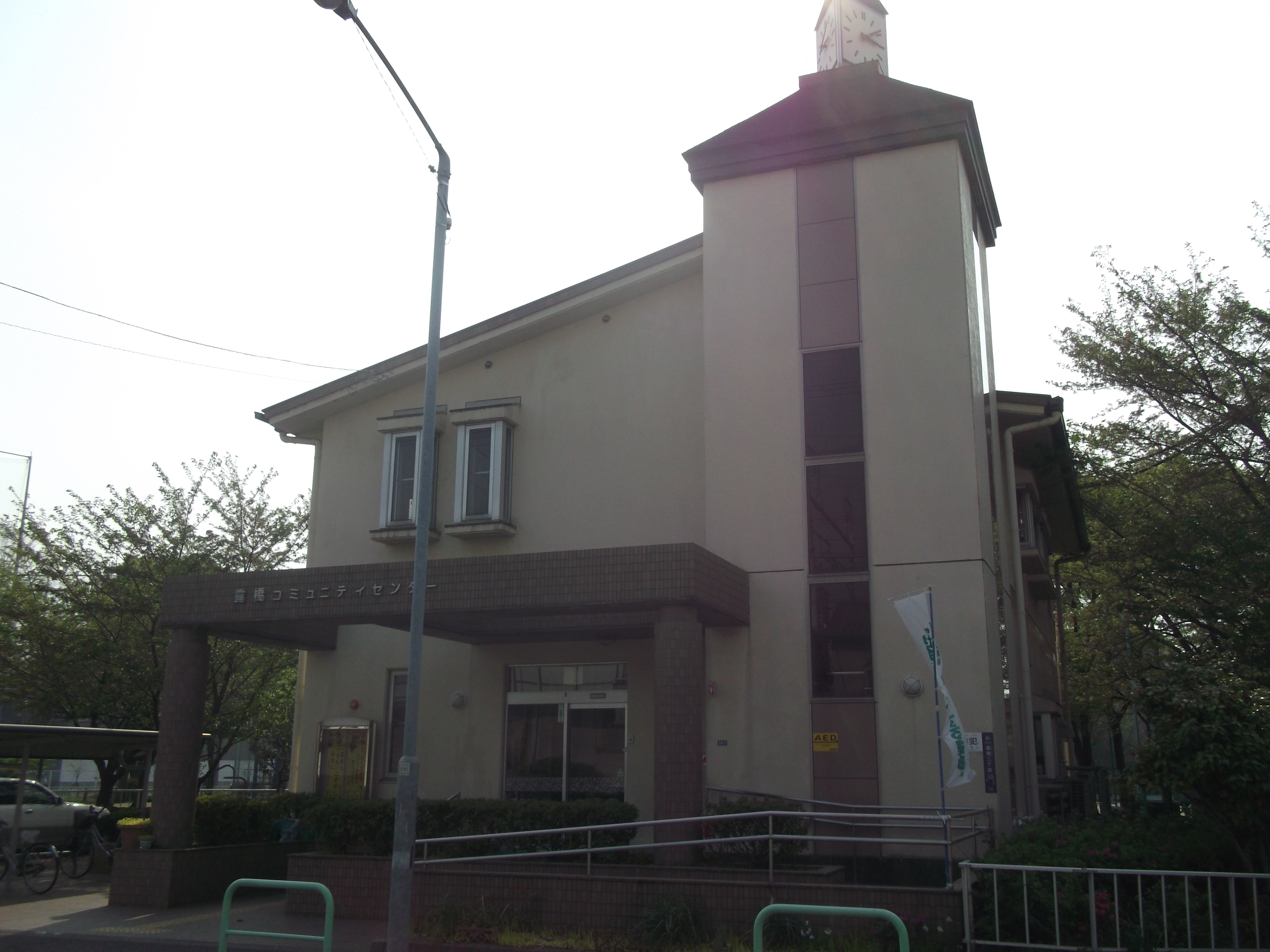
露橋コミュニティセンター
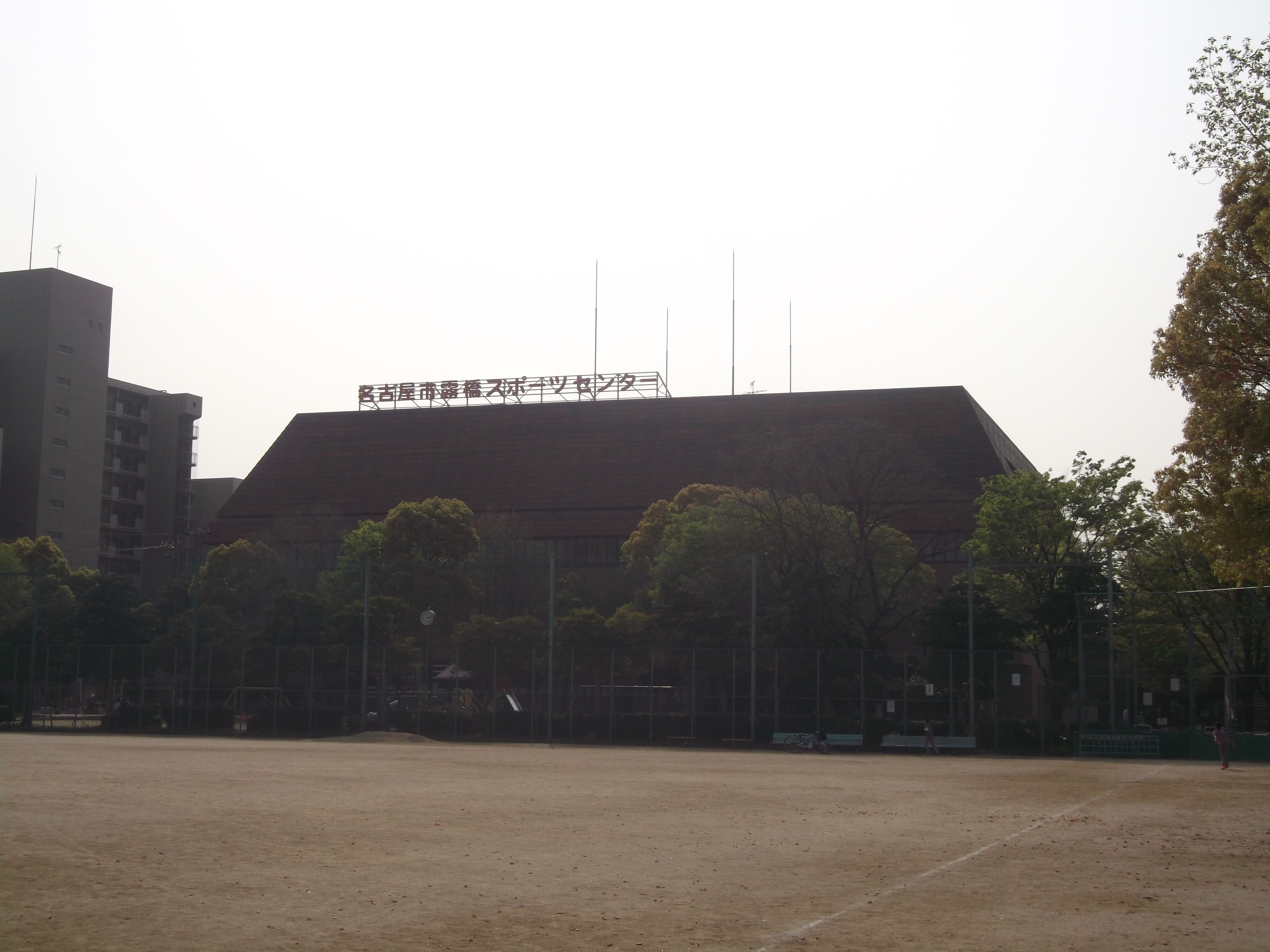
名古屋市露橋スポーツセンター（2014年4月）
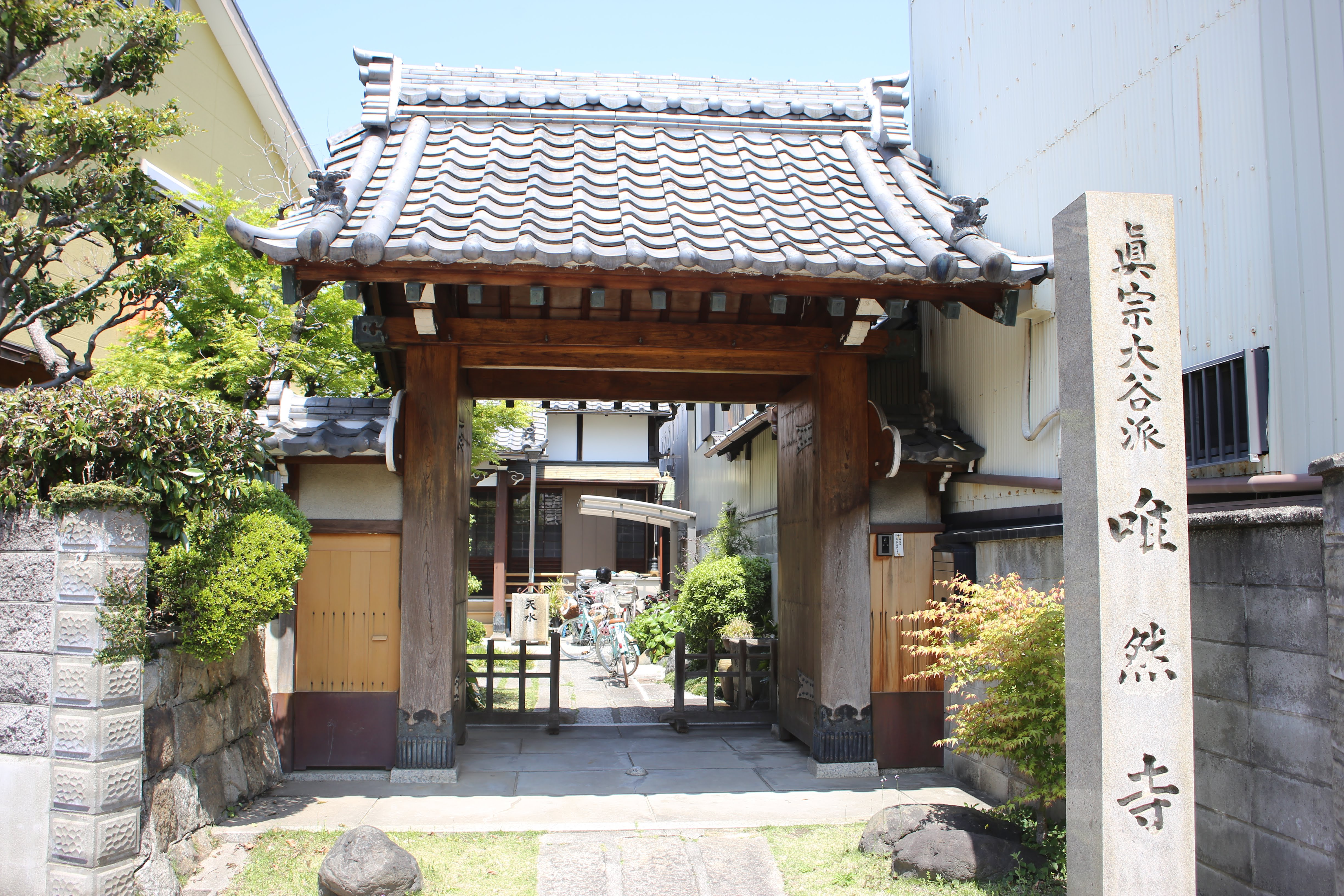
唯然寺（2019年4月）

- 名古屋五女子郵便局
- 唯然寺

- ナゴヤ球場
- 露橋公園（2019年2月）
- 露橋コミュニティセンター（2014年4月）
- 名古屋市露橋スポーツセンター（2014年4月）
- 唯然寺（2019年4月）

## その他

### 日本郵便
- 集配担当する郵便局は以下の通りである[WEB 13]。

| 町丁   | 郵便番号 | 郵便局     |
| ------ | -------- | ---------- |
| 露橋   | 454-0022 | 中川郵便局 |
| 露橋町 | 454-0028 | 中川郵便局 |

### WEB
1. 1 2  “町・丁目(大字)別、年齢(10歳階級)別公簿人口(全市・区別)”.   名古屋市 (2019年1月23日). 2019年1月23日閲覧。
2. 1 2  “郵便番号”.  日本郵便. 2019年2月10日閲覧。
3. 1 2  “郵便番号”.  日本郵便. 2019年2月10日閲覧。
4. ↑  “市外局番の一覧”.   総務省. 2019年1月6日閲覧。
5. ↑  “中川区の町名一覧”.   名古屋市 (2015年10月21日). 2019年2月13日閲覧。
6. 1 2  総務省統計局 (2014年3月28日). “平成7年国勢調査の調査結果(e-Stat) - 男女別人口及び世帯数 －町丁・字等” (CSV). 2019年4月27日閲覧。
7. 1 2  総務省統計局 (2014年5月30日). “平成12年国勢調査の調査結果(e-Stat) - 男女別人口及び世帯数 －町丁・字等” (CSV). 2019年4月27日閲覧。
8. 1 2  総務省統計局 (2014年6月27日). “平成17年国勢調査の調査結果(e-Stat) - 男女別人口及び世帯数 －町丁・字等” (CSV). 2019年4月27日閲覧。
9. 1 2  総務省統計局 (2012年1月20日). “平成22年国勢調査の調査結果(e-Stat) - 男女別人口及び世帯数 －町丁・字等” (CSV). 2019年4月27日閲覧。
10. 1 2  総務省統計局 (2017年1月27日). “平成27年国勢調査の調査結果(e-Stat) - 男女別人口及び世帯数 －町丁・字等” (CSV). 2019年4月27日閲覧。
11. ↑  “市立小・中学校の通学区域一覧”.   名古屋市 (2018年11月10日). 2019年1月14日閲覧。
12. ↑  “平成29年度以降の愛知県公立高等学校（全日制課程）入学者選抜における通学区域並びに群及びグループ分け案について”.   愛知県教育委員会 (2015年2月16日). 2019年1月14日閲覧。
13. ↑  郵便番号簿 平成29年度版 - 日本郵便. 2019年02月10日閲覧 (PDF)

### 書籍
1. 1 2  名古屋市計画局 1992, p. 471.
2. 1 2 3 4 5 6 7  名古屋市計画局 1992, p. 828.
3. ↑  名古屋市計画局 1992, p. 829.